# Joey So
Joey So, nome completo Chun Yin Joey So (London, 5 dicembre 1972), è un animatore e regista canadese di origini cinesi.
Dopo aver collaborato a numerosi film della Disney (Le follie dell'imperatore, Fantasia 2000, Tarzan, Mulan, Hercules), ha acquisito notorietà come co creatore (insieme a Todd Kauffman), produttore esecutivo e regista della serie animata I Fantaeroi. Dal 2009 è regista presso gli studi di animazione della Nelvana.